# Jean Dominique
Jean Léopold Dominique (Port-au-Prince, 30 luglio 1930 – Port-au-Prince, 3 aprile 2000) è stato un giornalista haitiano simbolo della ribellione contro la dittatura di François Duvalier.
È stato uno dei primi ad Haiti a trasmettere un programma radiofonico in creolo haitiano, la lingua parlata dalla maggior parte della popolazione. Malgrado sia scappato dal Paese due volte perché in pericolo di vita, Dominique, è sempre ritornato nella nativa Haiti, credendo fermamente nella causa del popolo Haitiano. Il 3 aprile 2000, a 69 anni, Jean Dominique viene colpito al petto da quattro colpi di arma da fuoco. 
Nel 2003 viene presentato a Venezia il film "The Agronomist", un documentario di Jonathan Demme sulla vita di Jean Dominique.